# Rheban Castle
Rheban Castle (irisch Caisleán Réabáin) ist die Ruine einer Niederungsburg 5,4 km nordwestlich der Stadt Athy im irischen County Kildare. Die dachlose Ruine liegt am Westufer des River Barrow. Die Hendy Wildlife Reserve liegt nördlich davon und das Dorf Kilberry östlich, auf der anderen Seite des Barrow.

## Geschichte
Ptolemäus’ Geographike Hyphegesis (2. Jahrhundert v. Chr.) benennt Rhaiba (‘Ραιβα) als eine der Siedlungen in der Region Leinster. Üblicherweise wird das auf Rheban bezogen, wenn auch moderne Autoren dieses Gelände näher an Irlands Zentrum vermuten: Der Hill of Uisneach, Rathcroghan oder Carnfree.
Die Überreste eines sehr viel älteren Ráths, der „Moat of Rheban“ genannt wird, liegen etwa 1 km südlich der Burgruine.
Der Name der Burg soll vom irisch-gälischen riogh (dt.: König) und bábhun (dt.: Einfriedung) abgeleitet sein.
Nach der anglonormannischen Eroberung von Irland Ende des 12. Jahrhunderts ließ Richard de St. Michael, Baron of Rheban, während der Regentschaft des englischen Königs Johann Ohneland als Lord of Ireland eine steinerne Burg errichten. Er gründete auch die Priorei Athy.
1325 eroberten die Ó Mórdha (O’Moores) aus dem heutigen County Laois die Burg.
1424 fiel Castle Rheban an Thomas FitzGerald, den späteren 7. Earl of Kildare, als er Dorothea, die Tochter von Anthony O’Moore, heiratete.
Im 15. Jahrhundert wurde es von Sean Ó Broin (von den Glenmalure-O’Byrnes) überfallen, der dort Schätze und Ruhm gewann, wie in einem Gedicht von Ferganin McKeogh besungen.
In den irischen Konföderationskriegen (1641–1650) wechselte die Burg mehrfach den Besitzer; sie fiel 1642 an James Butler, 1. Duke of Ormonde, 1647 an Eoghan Rua Ó Néill und 1648 an Morrough O’Brien, 1. Earl of Inchiquin. Seit dieser Zeit ist sie eine Ruine.
Nach der Burg sind die Baronate Narragh and Reban East und Narragh and Reban West benannt, sowie die örtliche Abteilung der Gaelic Athletic Association, Rheban GAA.

## Beschreibung
Es handelt sich um eine Burg mit drei Stockwerken ohne Dach. In der Nähe der Burgruine befindet sich ein konischer Mound, der ein Hügelgrab gewesen sein soll, das für einen irischen König oder Häuptling erbaut worden sei.